# Gorges de la Jordanne
Les gorges de la Jordanne sont des gorges françaises situées dans le Cantal, en Auvergne.

## Géographie
La rivière de la Jordanne a creusé dans des brèches volcaniques des gorges s'enfonçant de 20 à 60 mètres dans un massif situé à plus de 1 000 mètres d'altitude. La rivière chemine dans ces gorges sur 4 kilomètres depuis le village de Saint-Julien jusqu'à celui de Saint-Cirgues-de-Jordanne.

## Tourisme
En 2006, les communes de la vallée décident d'aménager le petit chemin de pêcheurs parcourant les gorges. Quatorze ouvrages en bois sont construits pour passer d'une rive à l'autre de la Jordanne. L'entrée se fait à Saint-Cirgues-de-Jordanne et le parcours de 2 kilomètres se termine à la cascade de Liadouze.
De cette manière, les gorges sont accessibles aux piétons, mais elles peuvent également être parcourues en canyoning.

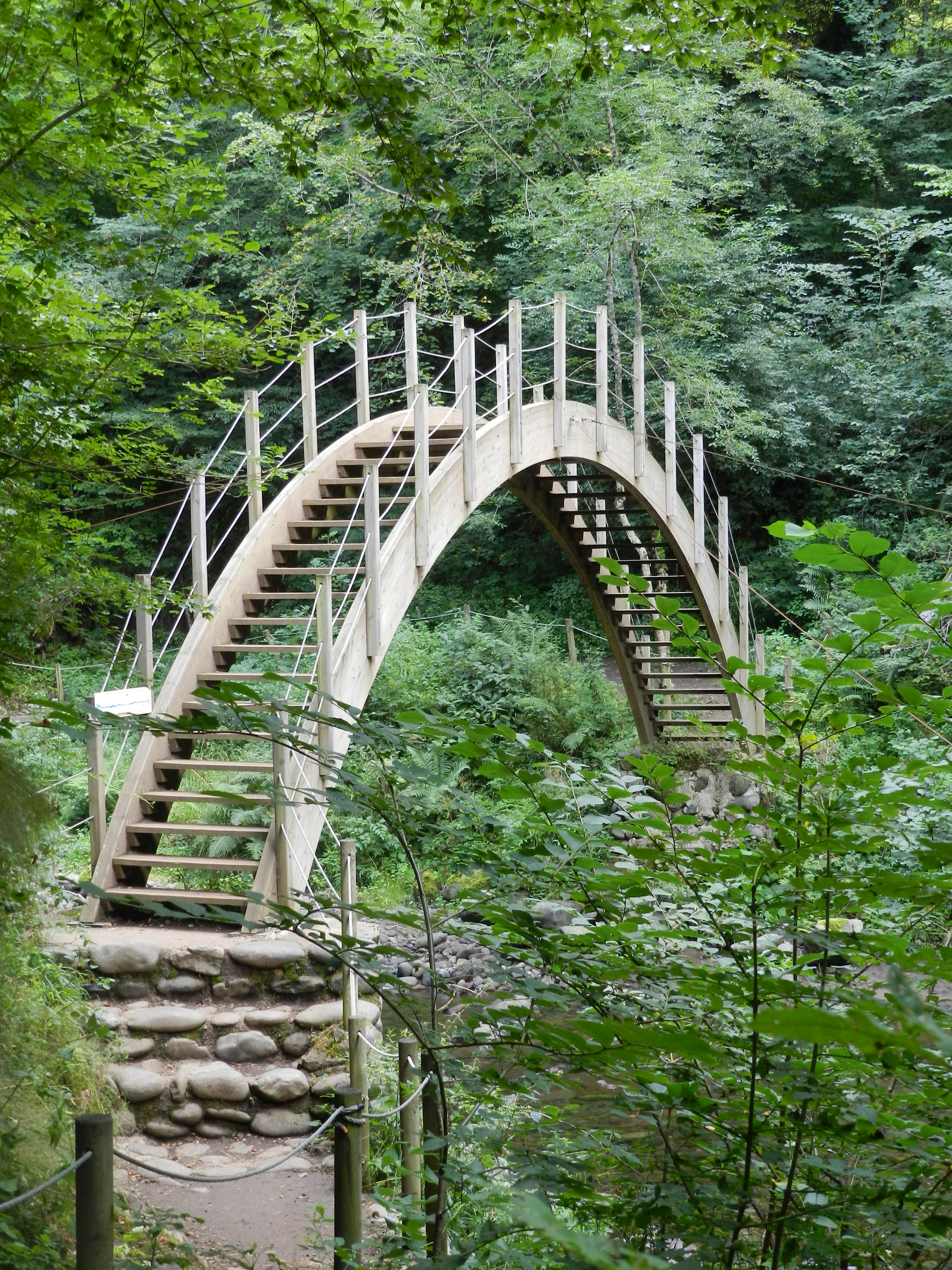
Grande arche
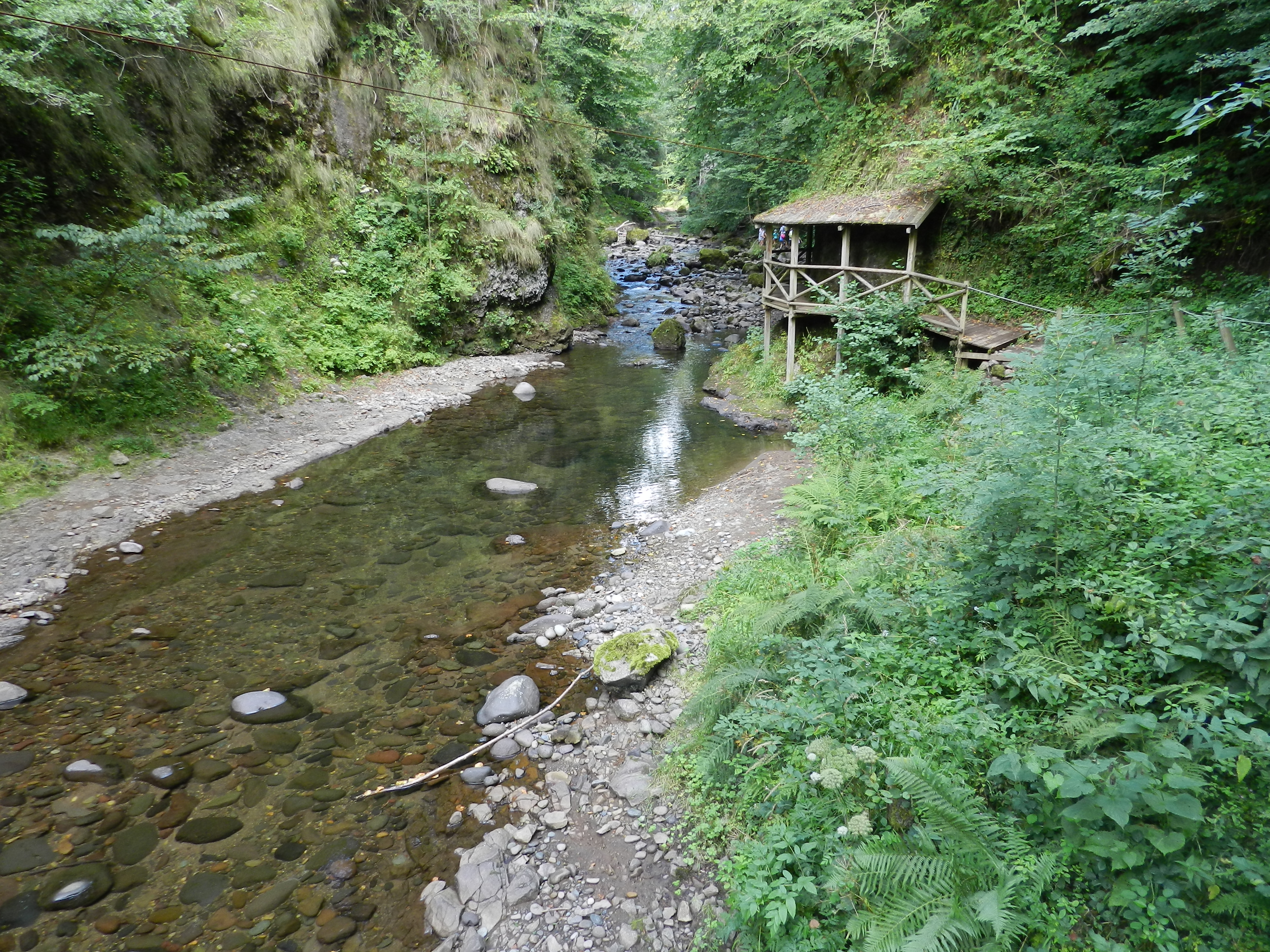
Pont japonais
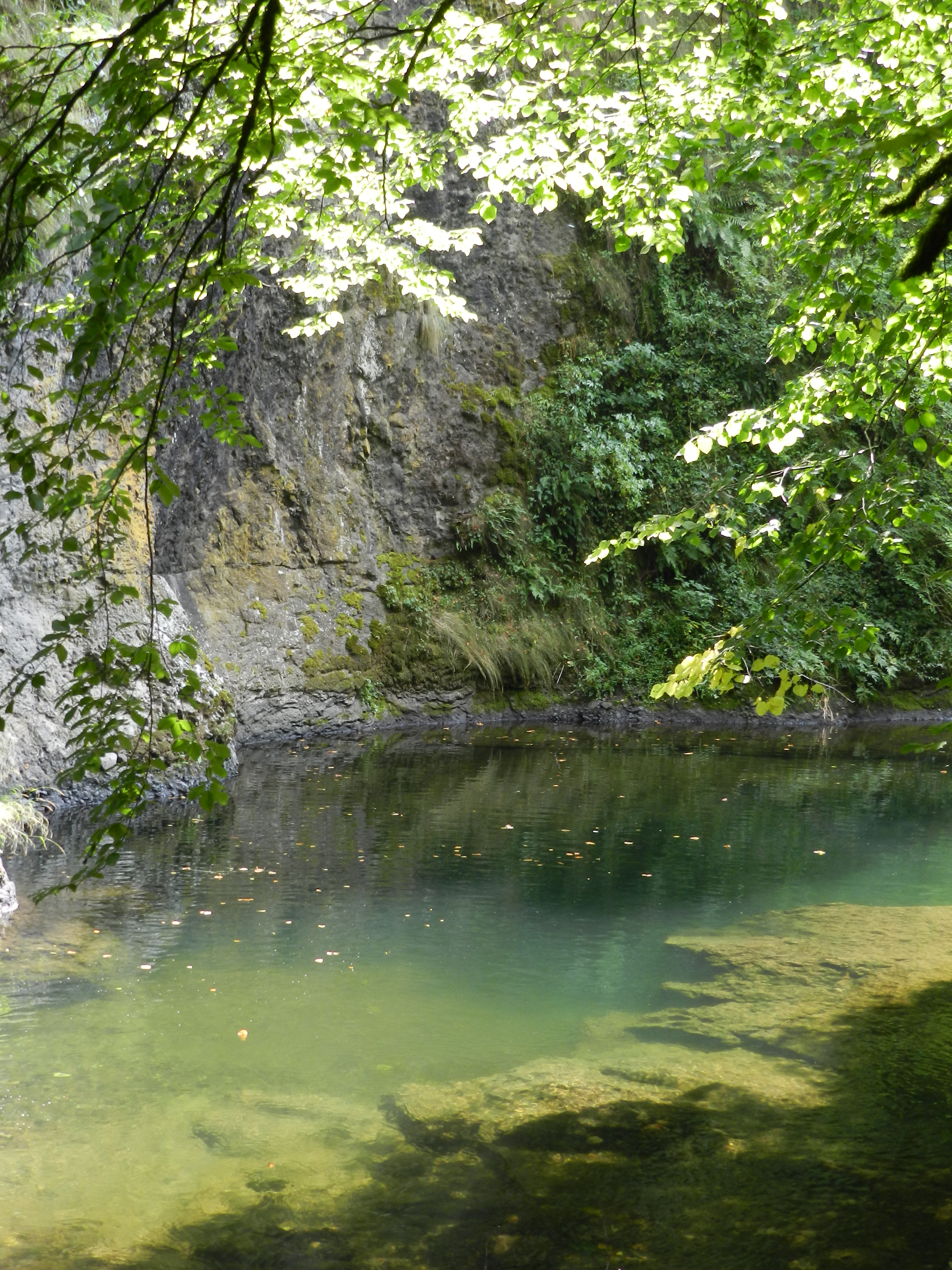
Gouffre
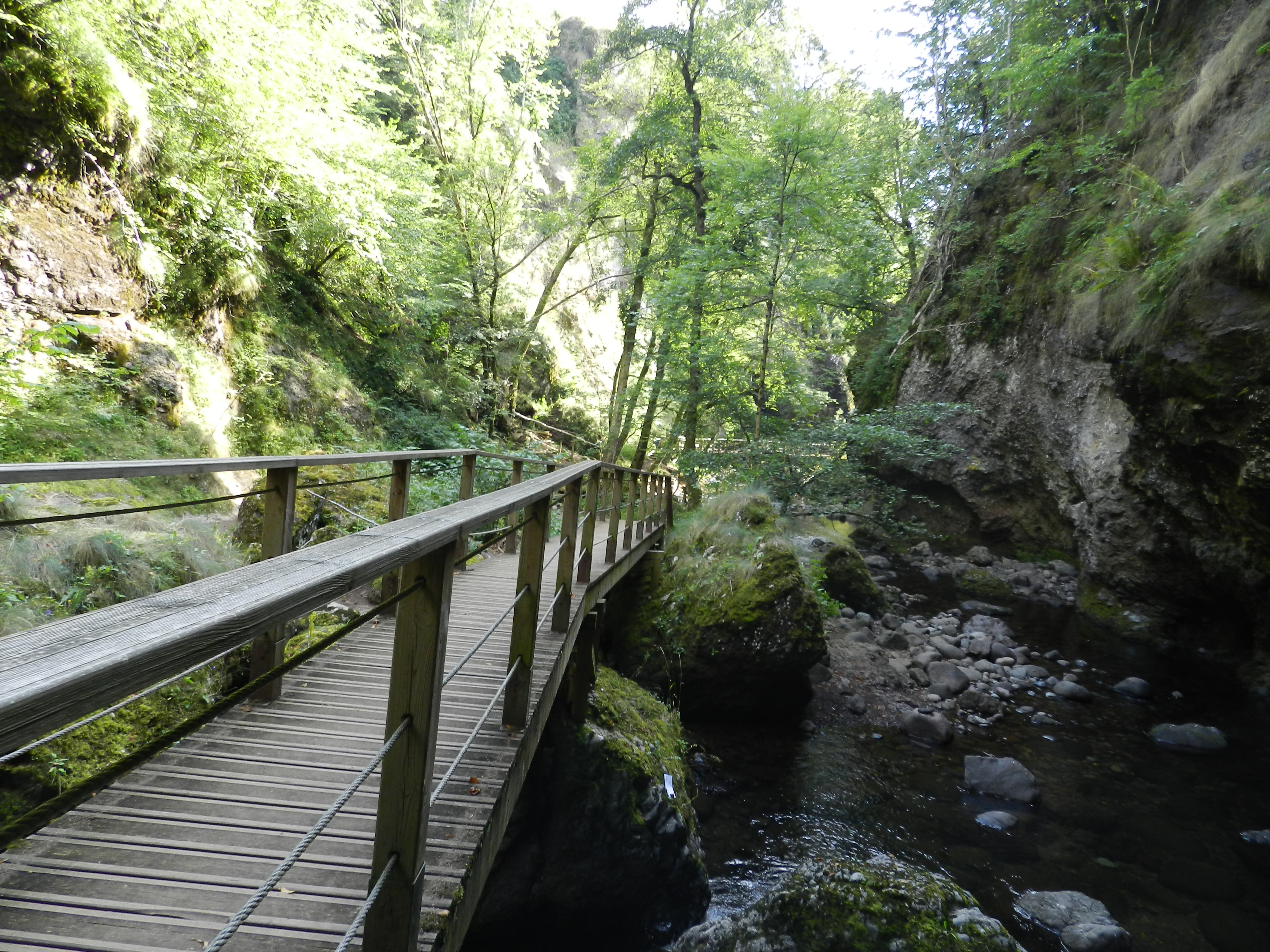
Passerelle en bois près de la cascade de Liadouze
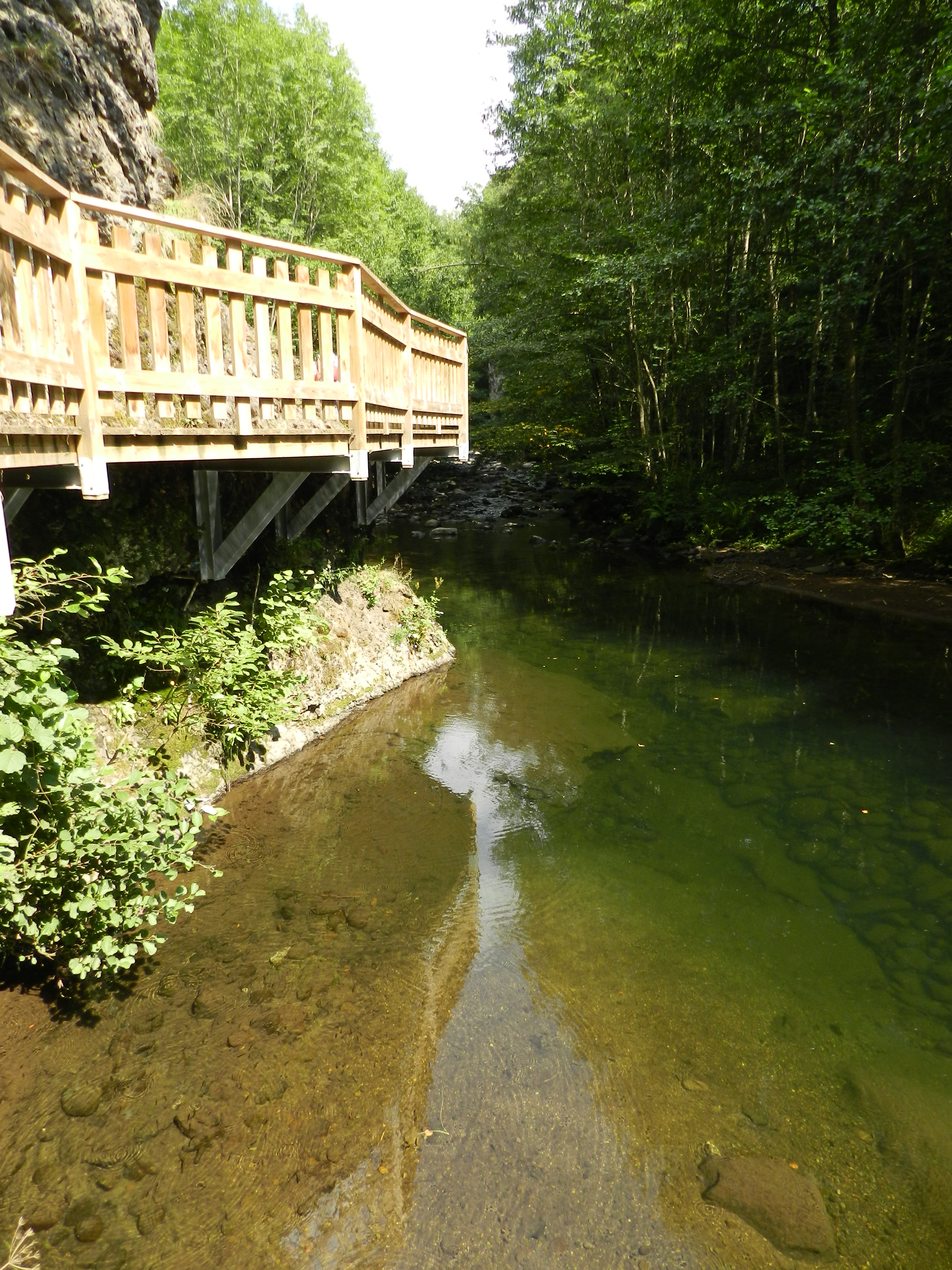
Passerelle surplombant la rivière
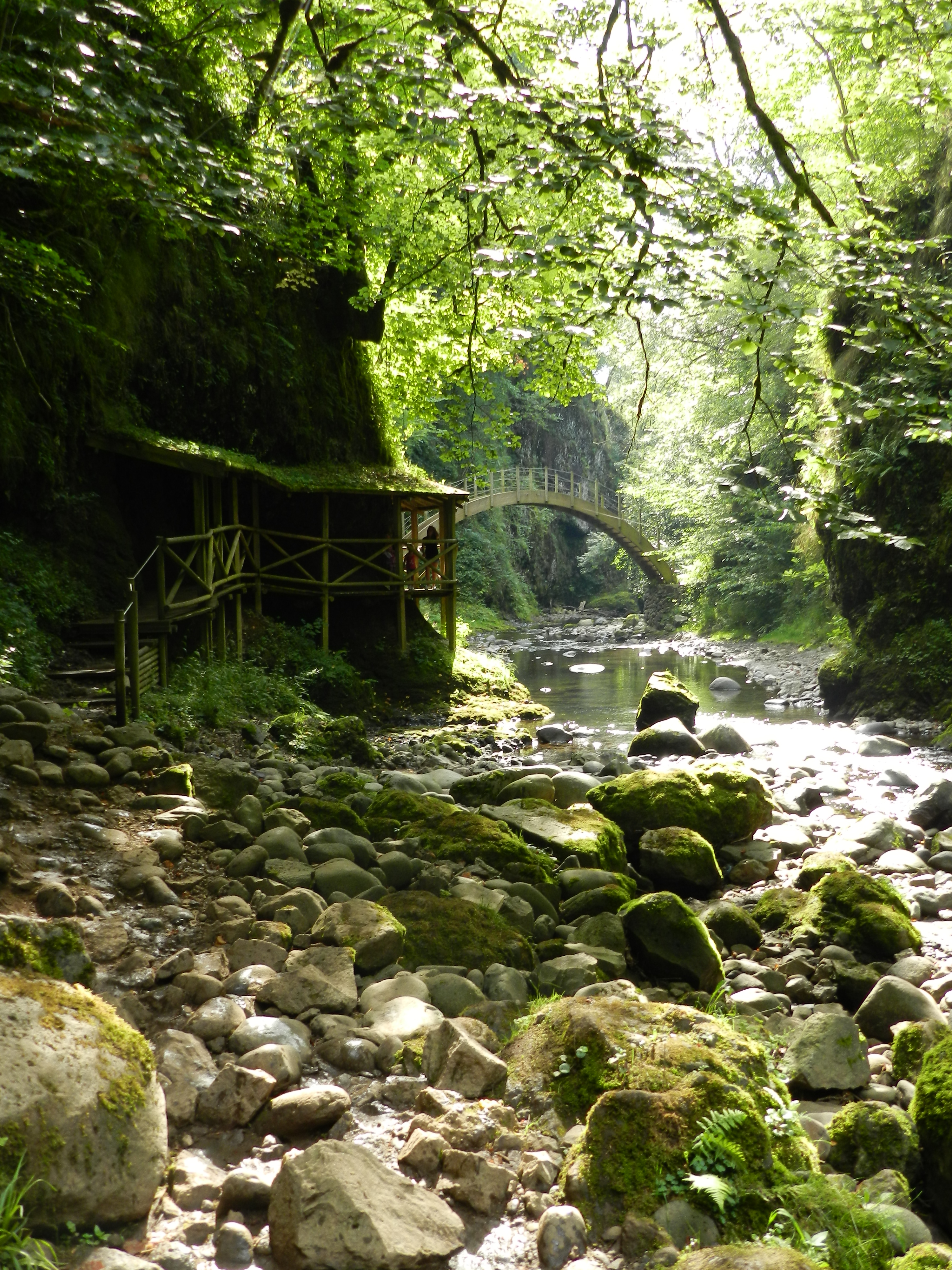
Pont japonais et Grande arche
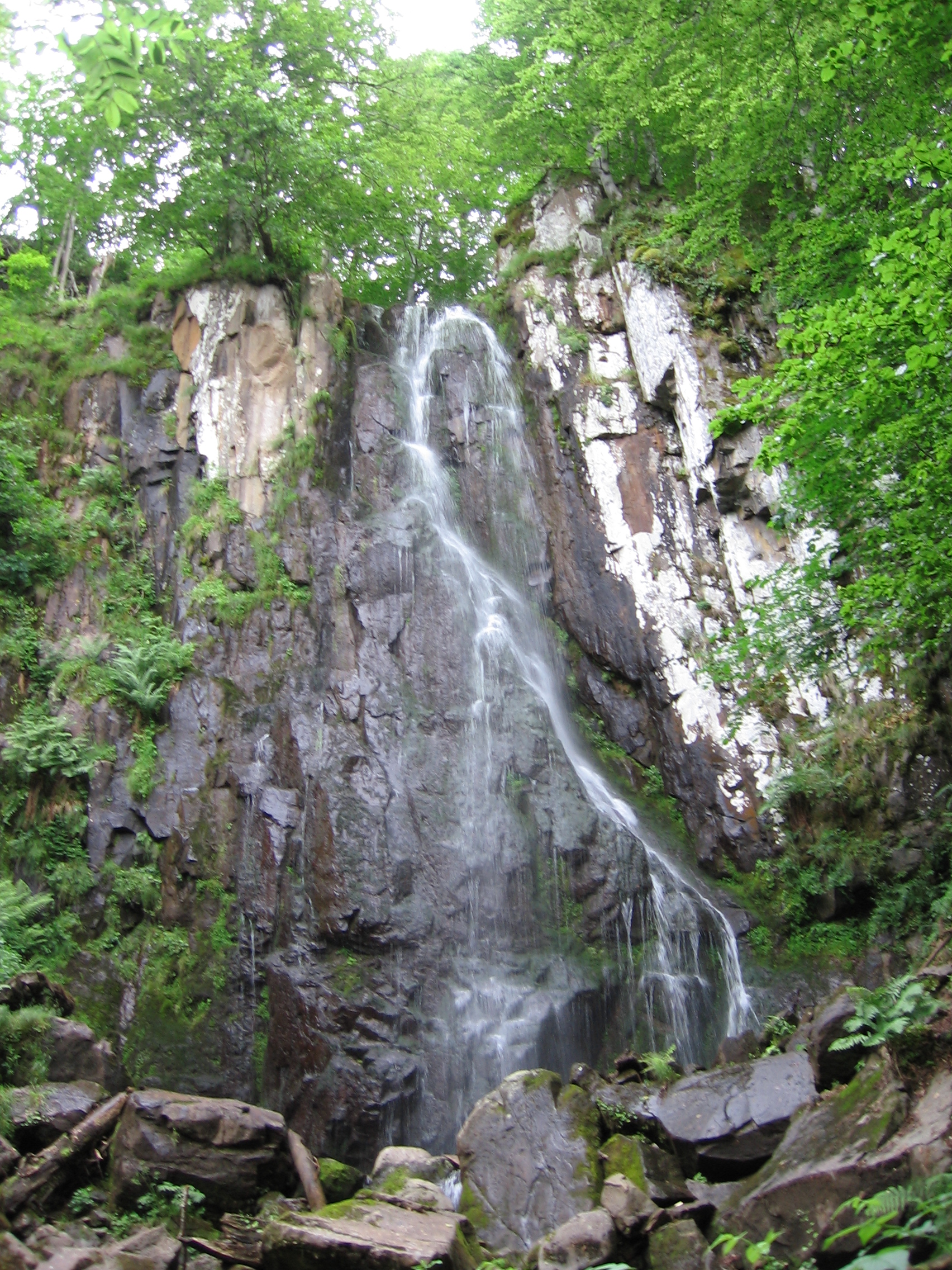
Cascade de Liadouze

## Protection environnementale
Classées zone Natura 2000, les gorges constituent un refuge naturel pour de nombreuses espèces végétales et animales dont la loutre.